# Ионин, Александр Фоканович
Александр Фоканович Ионин (13 сентября 1915, Мальцево, Пермская губерния — 14 ноября 1976, Мальцево, Курганская область) — бригадир колхоза «Заветы Ленина» Шадринского района Курганской области, Герой Социалистического Труда (1966).

## Биография
Александр Ионин родился 13 сентября 1915 года в деревне Мальцево Кривской волости Шадринского уезда Пермской губернии, ныне село входит в Шадринский муниципальный округ Курганской области. Русский. Родители: Фокан Яковлевич и Анастасия Андриановна.
В 1930 году семья Иониных вступила в колхоз «Заветы Ленина». С этого времени, вплоть до ухода на заслуженный отдых в 1975 году, вся трудовая жизнь А. Ф. Ионина связана с родным колхозом. Подростком начал работать рядовым колхозником.
По рекомендации Т. С. Мальцева был переведен работать на трактор, в 1934 году окончил курсы трактористов. Потом около года был помощником бригадира, записался в агрономический кружок, чтобы лучше познать законы природы, жизнь растений. Позднее работал бригадиром тракторного отряда, заведующим машинно-тракторной мастерской. Он всегда был рядом с полеводом Мальцевым в его поисках.
В годы Великой Отечественной войны Ионин сумел в короткий срок подготовить группу женщин и молодёжи для работы на тракторах и сельхозмашинах. Доучивать многих приходилось прямо в поле, личным показом, помощью в ремонте поизносившихся машин. В зимнее время на его ответственности была подготовка тракторного парка к весенне-полевым работам: был и бригадиром, и механиком, и заведующим мастерской. В те годы бригада Ионина была примером для всей округи по обработке земли и урожайности полей.
С 1947 года член ВКП(б), в 1952 году партия переименована в КПСС.
Огромная роль Ионина в развитии полеводства колхоза после передачи техники из МТС в собственность хозяйств. Многие колхозы тогда столкнулись с нехваткой механизаторских кадров. А. Ф. Ионин и правление колхоза организовали филиал училища механизации в колхозе и в короткий срок обучили владеть техникой многие десятки молодых людей. Главным учителем и наставником был Ионин. Колхоз стал иметь не только хорошие механизаторские кадры, но и их резерв. Это обеспечивало круглосуточную работу техники, если требовала обстановка.
Главным для хлебороба и бригадира Ионина всегда была обработка и подготовка полей для выращивания хлеба по мальцевской системе и технологиям. В этих вопросах он был незаменимым радетелем и организатором, настоящим последователем, продолжателем, исполнителем. Потому был и мастером получения высоких урожаев. В труднейшие послевоенные годы без всяких удобрений он растил добрый хлеб. В 1952 году на площади в 1200 гектаров его бригада вырастила и собрала по 17,7 центнера зерна с каждого гектара, а в 1953 году — по 20,3 центнера с площади 1450 гектаров. И так было всегда. Опыт бригады Ионина не раз демонстрировался на ВДНХ СССР.
Указом Президиума Верховного Совета СССР от 23 июня 1966 года за успехи, достигнутые в увеличении производства и заготовок пшеницы, ржи, гречихи, риса, других зерновых и кормовых культур и высокопроизводительном использовании техники, Ионину Александру Фокановичу присвоено звание Героя Социалистического Труда с вручением ордена Ленина и Золотой медали «Серп и Молот».
Ионин принимал активное участие в общественной жизни села и района. Неоднократно избирался членом бюро Шадринского райкома КПСС, членом парткома колхоза «Заветы Ленина».
Жил в селе Мальцево Мальцевского сельсовета Шадринского района Курганской области, ныне село входит в Шадринский муниципальный округ той же области.
Александр Фоканович Ионин скончался 14 ноября 1976 года <где?>. Похоронен <где?>.

## Награды
- Герой Социалистического Труда, 23 июня 1966 года
  - Орден Ленина № 364696
  - Медаль «Серп и Молот» № 12596
- Юбилейная медаль «За доблестный труд. В ознаменование 100-летия со дня рождения Владимира Ильича Ленина», 1970 год
- Медаль «За доблестный труд в Великой Отечественной войне 1941—1945 гг.»
- Медаль «За освоение целинных земель»
- Большая и Малая золотые медали ВДНХ СССР.

После его смерти, непосредственно во время похорон у семьи были изъяты награды.